# Dalyite
La dalyite è un minerale avente formula chimica K2ZrSi6O15. Tale nome gli venne attribuito nel 1952 da Rene von Tassel in onore al petrologo Reginald Aldworth Daly.

## Forma in cui si presenta in natura
La dalyite si presenta come un minerale trasparente o traslucente di lucentezza vitrea e incolore oppure di colore bruno, con striscio di colore bianco.
Le impurità più comuni che può contenere sono: titanio, alluminio, ferro, manganese, magnesio, calcio, bario e fosforo.